# Krakozhia
Krakozhia (în rusă Кракожия, transliterat: Krakojiia) este o țară fictivă⁠(d), creată special pentru filmul Terminalul (2004), care seamănă foarte mult cu o fostă republică sovietică sau un stat din Blocul de Est.
Locația exactă a Krakozhiei este intenționat vagă în film. Totuși, într-o scenă, o hartă a Krakozhiei este afișată pentru scurt timp pe unul dintre ecranele de televiziune din aeroport, în timpul unui reportaj despre conflictul aflat în desfășurare. Granițele afișate corespund cu cele ale Macedoniei de Nord din prezent (cunoscută la momentul realizării filmului drept Fosta Republică Iugoslavă a Macedoniei). Totuși, într-o altă scenă, Viktor Navorski își arată permisul de conducere, care este un permis bielorus emis pe numele unei femei cu un nume uzbec.
John Williams, compozitorul filmului, a scris și un imn național pentru Krakozhia.
Personajul lui Tom Hanks vorbește în mare parte limba bulgară, prezentată ca fiind limba krakozhiană. Totuși, într-o scenă în care ajută un pasager vorbitor de rusă cu o problemă legată de vamă, el vorbește o limbă slavă construită, care seamănă cu bulgara și rusa.
Atunci când Viktor cumpără un ghid turistic al orașului New York, atât în limba engleză, cât și în limba sa maternă, pentru a compara cele două versiuni și a-și îmbunătăți limba engleză, cartea pe care o studiază este scrisă în rusă.
Potrivit lingvistei Martha Young-Scholten, filmul prezintă într-un mod destul de realist procesul de învățare naturală a unei limbi străine⁠(d).